# Cortes de Baza
Cortes de Baza település Spanyolországban, Granada tartományban. Cortes de Baza Castril, Castilléjar, Benamaurel, Baza, Zújar, Pozo Alcón és Peal de Becerro községekkel határos. Lakosainak száma 1793 fő (2024).

## Népesség
A település népessége az elmúlt években az alábbi módon változott:
| Lakosok száma | 2616 | 2388 | 2206 | 2266 | 2265 | 2098 | 1993 | 1869 | 1870 | 1793 |
|               | 2001 | 2004 | 2006 | 2009 | 2011 | 2014 | 2016 | 2019 | 2021 | 2024 |